# Nilus undatus
Nilus undatus är en spindelart som först beskrevs av Tord Tamerlan Teodor Thorell 1877.  Nilus undatus ingår i släktet Nilus och familjen vårdnätsspindlar.
Artens utbredningsområde är Sulawesi. Inga underarter finns listade i Catalogue of Life.